# Karl Schmalzbauer
Karl Schmalzbauer (* 31. Oktober 1895 in Weikertschlag an der Thaya; † 28. Dezember 1967 in Pressbaum) war ein österreichischer Politiker (ÖVP) und Landwirt. Schmalzbauer war von 1949 bis 1964 Abgeordneter zum Landtag von Niederösterreich.
Schmalzbauer war Landwirt in Weikertschlag und war ab 1924 Bürgermeister der Gemeinde. Er engagierte sich zudem im Genossenschaftswesen und war während des Zweiten Weltkriegs im Militärdienst. Nach dem Ende des Zweiten Weltkriegs war Schmalzbauer zwischen 1946 und 1950 Gemeinderat und danach von 1950 bis 1955 erneut Bürgermeister. Er hatte danach ab 1955 die Funktion eines Gemeinderates inne und fungierte zwischen 1960 und 1965 als Vizebürgermeister. Schmalzbauer war zudem Obmann der Bezirksbauernkammer Raabs und Obmann des Bezirksbauernrates sowie Hauptbezirksparteiobmann von Waidhofen an der Thaya. Ihm wurde der Berufstitel Ökonomierat verliehen. Schmalzbauer vertrat die ÖVP vom 5. November 1949 bis zum 19. November 1964 im Niederösterreichischen Landtag. 